# Davi Albino
Davi José Albino (ur. 16 grudnia 1985) – brazylijski zapaśnik walczący w stylu klasycznym. Zajął 28. miejsce na mistrzostwach świata w 2015. Trzeci na igrzyskach panamerykańskich w 2015. Wicemistrz mistrzostw panamerykańskich w 2015 i trzeci w 2017. Brązowy medalista igrzysk Ameryki Południowej w 2010 i 2018. Mistrz Ameryki Południowej w 2009 i 2012. Jedenasty na igrzyskach wojskowych w 2019 roku.